# Список призёров чемпионатов мира по лыжным гонкам среди мужчин

## Текущая программа

### Индивидуальный спринт
Медали в спринте впервые были разыграны в 2001 году. За 13 чемпионатов мира норвежцы побеждали 8 раз, у шведов и россиян по 2 победы. Йоханнес Хёсфлот Клебо — единственный, кто выигрывал более 1 раза. На его счету 4 победы подряд (2019, 2021, 2023, 2025). Он же лидирует по общему количеству награды в спринте — 5.
| Чемпионат мира                        | Золото                          | Серебро                    | Бронза                          |
| ------------------------------------- | ------------------------------- | -------------------------- | ------------------------------- |
| 2001 Лахти см. подробнее              | Тур Арне Хетланн Норвегия       | Кристиан Дзордзи Италия    | Ховард Сольбаккен Норвегия      |
| 2003 Валь-ди-Фьемме см. подробнее     | Тобиас Фредрикссон Швеция       | Ховард Бьеркели Норвегия   | Тур Арне Хетланн Норвегия       |
| 2005 Оберстдорф см. подробнее         | Василий Рочев Россия            | Тур Арне Хетланн Норвегия  | Тобиас Фредрикссон Швеция       |
| 2007 Саппоро см. подробнее            | Йенс Арне Свартедал Норвегия    | Матс Ларссон Швеция        | Эльдар Рённинг Норвегия         |
| 2009 Либерец см. подробнее            | Ола Виген Хаттестад Норвегия    | Юхан Хьёльстад Норвегия    | Николай Морилов Россия          |
| 2011 Осло-Хольменколлен см. подробнее | Маркус Хельнер Швеция           | Петтер Нортуг Норвегия     | Эмиль Йёнссон Швеция            |
| 2013 Валь-ди-Фьемме см. подробнее     | Никита Крюков Россия            | Петтер Нортуг Норвегия     | Алекс Харви Канада              |
| 2015 Фалун см. подробнее              | Петтер Нортуг Норвегия          | Алекс Харви Канада         | Ула Виген Хаттестад Норвегия    |
| 2017 Лахти см. подробнее              | Федерико Пеллегрино Италия      | Сергей Устюгов Россия      | Йоханнес Хёсфлот Клебо Норвегия |
| 2019 Зефельд см. подробнее            | Йоханнес Хёсфлот Клебо Норвегия | Федерико Пеллегрино Италия | Глеб Ретивых Россия             |
| 2021 Оберстдорф см. подробнее         | Йоханнес Хёсфлот Клебо Норвегия | Эрик Валнес Норвегия       | Ховар Сулос Тёугбёль Норвегия   |
| 2023 Планица см. подробнее            | Йоханнес Хёсфлот Клебо Норвегия | Пол Голберг Норвегия       | Жюль Шаппа Франция              |
| 2025 Тронхейм см. подробнее           | Йоханнес Хёсфлот Клебо Норвегия | Федерико Пеллегрино Италия | Лаури Вуоринен Финляндия        |

### Командный спринт
Соревнования в командном спринте впервые прошли в 2005 году. За 11 чемпионатов 7 побед у норвежцев, два раза выигрывали россияне, по одному разу — итальянцы и канадцы. Чаще всех побеждал в командном спринте Йоханнес Хёсфлот Клебо — 4 раза (2019, 2021, 2023, 2025). По две победы у Никиты Крюкова (2013 и 2017) и Эрика Валнеса (2021 и 2025).
| Чемпионат мира                        | Золото                                            | Серебро                                             | Бронза                                              |
| ------------------------------------- | ------------------------------------------------- | --------------------------------------------------- | --------------------------------------------------- |
| 2005 Оберстдорф см. подробнее         | Норвегия · Туре Рууд Хуфстад · Тур Арне Хетланн   | Германия · Йенс Фильбрих · Аксель Тайхман           | Чехия · Душан Кожишек · Мартин Коукал               |
| 2007 Саппоро см. подробнее            | Италия · Ренато Пазини · Кристиан Дзордзи         | Россия · Николай Морилов · Василий Рочев            | Чехия · Милан Шперл · Душан Козишек                 |
| 2009 Либерец см. подробнее            | Норвегия · Ола Виген Хаттестад · Юхан Хьёльстад   | Германия · Тобиас Ангерер · Аксель Тайхман          | Финляндия · Вилле Ноусиайнен · Сами Яухоярви        |
| 2011 Осло-Хольменколлен см. подробнее | Канада · Девон Кершоу · Алекс Харви               | Норвегия · Петтер Нортуг · Ола Виген Хаттестад      | Россия · Александр Панжинский · Никита Крюков       |
| 2013 Валь-ди-Фьемме см. подробнее     | Россия · Алексей Петухов · Никита Крюков          | Швеция · Маркус Хельнер · Эмиль Йёнссон             | Казахстан · Николай Чеботько · Алексей Полторанин   |
| 2015 Фалун см. подробнее              | Норвегия · Финн-Хоген Крог · Петтер Нортуг        | Россия · Алексей Петухов · Никита Крюков            | Италия · Дитмар Нёклер · Федерико Пеллегрино        |
| 2017 Лахти см. подробнее              | Россия · Никита Крюков · Сергей Устюгов           | Италия · Дитмар Нёклер · Федерико Пеллегрино        | Финляндия · Сами Яухоярви · Ийво Нисканен           |
| 2019 Зефельд см. подробнее            | Норвегия · Йоханнес Хёсфлот Клебо · Эмиль Иверсен | Россия · Александр Большунов · Глеб Ретивых         | Италия · Федерико Пеллегрино · Франческо Де Фабиани |
| 2021 Оберстдорф см. подробнее         | Норвегия · Эрик Валнес · Йоханнес Хёсфлот Клебо   | Финляндия · Ристоматти Хакола · Йони Мяки           | Команда РСФ Александр Большунов Глеб Ретивых        |
| 2023 Планица см. подробнее            | Норвегия · Пол Голберг · Йоханнес Хёсфлот Клебо   | Италия · Франческо Де Фабиани · Федерико Пеллегрино | Франция · Рено Же · Ришар Жув                       |
| 2025 Тронхейм см. подробнее           | Норвегия · Эрик Валнес · Йоханнес Хёсфлот Клебо   | Финляндия · Ристоматти Хакола · Лаури Вуоринен      | Швеция · Оскар Свенссон · Эдвин Ангер               |

### 10 км
Впервые гонка была проведена в 1991 году. В 2001 году была исключена из программы. Вернулась в программу в 2025 году, заменив гонку на 15 км. В 1991—1999 годах и 2025 году проходила классическим стилем с раздельным стартом.
| Чемпионат мира      | Золото                                              | Серебро                                             | Бронза                                              |
| ------------------- | --------------------------------------------------- | --------------------------------------------------- | --------------------------------------------------- |
| 1991 Валь-ди-Фьемме | Терье Лангли Норвегия                               | Кристер Майбек Швеция                               | Торгни Могрен Швеция                                |
| 1993 Фалун          | Стуре Сивертсен Норвегия                            | Владимир Смирнов Казахстан                          | Вегард Ульванг Норвегия                             |
| 1995 Тандер-Бей     | Владимир Смирнов Казахстан                          | Бьёрн Дели Норвегия                                 | Мика Мюллюля Финляндия                              |
| 1997 Тронхейм       | Бьёрн Дели Норвегия                                 | Алексей Прокуроров Россия                           | Мика Мюллюля Финляндия                              |
| 1999 Рамзау         | Мика Мюллюля Финляндия                              | Алоис Штадлобер Австрия                             | Одд-Бьёрн Йельмесет Норвегия                        |
| 2001—2023           | Гонка не была включена в программу чемпионатов мира | Гонка не была включена в программу чемпионатов мира | Гонка не была включена в программу чемпионатов мира |
| 2025 Тронхейм       | Йоханнес Хёсфлот Клебо Норвегия                     | Эрик Валнес Норвегия                                | Харальд Амундсен Норвегия                           |

### Гонка преследования/скиатлон
| Чемпионат                                                                                                 | Золото                          | Серебро                         | Бронза                         |
| --- | ------------------------------- | ------------------------------- | ------------------------------ |
| 10 км классическим стилем (интервальный старт) + 15 км свободным стилем (преследование на следующий день) |                                 |                                 |                                |
| 1993 Фалун                                                                                                | Бьорн Дэли Норвегия             | Владимир Смирнов Казахстан      | Сильвио Фаунер Италия          |
| 1995 Тандер-Бей                                                                                           | Владимир Смирнов Казахстан      | Сильвио Фаунер Италия           | Яри Исомется Финляндия         |
| 1997 Тронхейм                                                                                             | Бьорн Дэли Норвегия             | Мика Мюллюля Финляндия          | Алексей Прокуроров Россия      |
| 1999 Рамзау                                                                                               | Томас Альсгорд Норвегия         | Мика Мюллюля Финляндия          | Фульвио Вальбуза Италия        |
| 10 км классическим стилем (интервальный старт) + 10 км свободным стилем (преследование в этот же день)    |                                 |                                 |                                |
| 2001 Лахти                                                                                                | Пер Элофссон Швеция             | Йохан Мюлегг Испания            | Виталий Денисов Россия         |
| 10 км классическим стилем, затем 10 км свободным стилем (скиатлон)                                        |                                 |                                 |                                |
| 2003 Валь-ди-Фьемме                                                                                       | Пер Элофссон Швеция             | Туре Рууд Хуфстад Норвегия      | Йорген Бринк Швеция            |
| 15 км классическим стилем, затем 15 км свободным стилем (скиатлон)                                        |                                 |                                 |                                |
| 2005 Оберстдорф                                                                                           | Венсан Витто Франция            | Джорджо Ди Чента Италия         | Фруде Эстиль Норвегия          |
| 2007 Саппоро                                                                                              | Аксель Тайхман Германия         | Тобиас Ангерер Германия         | Пьетро Пиллер Коттрер Италия   |
| 2009 Либерец                                                                                              | Петер Норттуг Норвегия          | Андерс Сёдергрен Швеция         | Джорджо Ди Чента Италия        |
| 2011 Осло-Хольменколлен                                                                                   | Петер Норттуг Норвегия          | Максим Вылегжанин Россия        | Илья Черноусов Россия          |
| 2013 Валь-ди-Фьемме                                                                                       | Дарио Колонья Швейцария         | Мартин Йонсруд Сундбю Норвегия  | Шур Рёте Норвегия              |
| 2015 Фалун                                                                                                | Максим Вылегжанин Россия        | Дарио Колонья Швейцария         | Алекс Харви Канада             |
| 2017 Лахти                                                                                                | Сергей Устюгов Россия           | Мартин Йонсруд Сундбю Норвегия  | Финн-Хоген Крог Норвегия       |
| 2019 Зефельд                                                                                              | Шур Рёте Норвегия               | Александр Большунов Россия      | Мартин Йонсруд Сундбю Норвегия |
| 2021 Оберстдорф                                                                                           | Александр Большунов Команда РСФ | Симен Хегстад Крюгер Норвегия   | Ханс Кристер Холунн Норвегия   |
| 2023 Планица                                                                                              | Симен Хегстад Крюгер Норвегия   | Йоханнес Хёсфлот Клебо Норвегия | Шур Рёте Норвегия              |

### 50 км
| Чемпионат                | Золото                         | Серебро                          | Бронза                          |
| ------------------------ | ------------------------------ | -------------------------------- | ------------------------------- |
| 1925 Янске-Лазне         | Франтишек Донт (Чехословакия)  | Франтишек Гацкель (Чехословакия) | Антонин Эттрих (Чехословакия)   |
| 1926 Лахти               | Матти Райвио (Финляндия)       | Тауно Лаппалайнен (Финляндия)    | Олав Кьельботн (Норвегия)       |
| 1927 Кортина-д’Ампеццо   | Юхан Линдгрен (Швеция)         | Юхан Викстрём (Швеция)           | Франтишек Донт (Чехословакия)   |
| 1929 Закопане            | Ансельм Кнууттила (Финляндия)  | Вели Сааринен (Финляндия)        | Олле Ханссон (Швеция)           |
| 1930 Осло                | Свен Уттерстрём (Швеция)       | Арне Рустадстуэн (Норвегия)      | Адиель Паананен (Финляндия)     |
| 1931 Оберхоф             | Оле Стенен (Норвегия)          | Мартин Вангсли (Норвегия)        | Карл Линдберг (Швеция)          |
| 1933 Инсбрук             | Вели Сааринен (Финляндия)      | Свен Уттерстрём (Швеция)         | Яльмар Бергстрём (Швеция)       |
| 1934 Соллефтео           | Элис Виклунд (Швеция)          | Нильс-Юэль Энглунд (Швеция)      | Олли Ремес (Финляндия)          |
| 1935 Высоке Татры        | Нильс-Юэль Энглунд (Швеция)    | Клаэс Карппинен (Финляндия)      | Трюгве Бродаль (Норвегия)       |
| 1937 Шамони              | Пекка Ниеми (Финляндия)        | Клаэс Карппинен (Финляндия)      | Винченцо Деметц (Италия)        |
| 1938 Лахти               | Калле Ялканен (Финляндия)      | Алвар Ранталахти (Финляндия)     | Ларс Бергендаль (Норвегия)      |
| 1939 Закопане            | Ларс Бергендаль (Норвегия)     | Клаэс Карппинен (Финляндия)      | Оскар Йёслиен (Норвегия)        |
| 1950 Лейк-Плэсид/Румфорд | Гуннар Эрикссон (Швеция)       | Энар Йосефссон (Швеция)          | Нильс Карлссон (Швеция)         |
| 1954 Фалун               | Владимир Кузин (СССР)          | Вейкко Хакулинен (Финляндия)     | Арво Вийтанен (Финляндия)       |
| 1958 Лахти               | Сикстен Ернберг (Швеция)       | Вейкко Хакулинен (Финляндия)     | Арво Вийтанен (Финляндия)       |
| 1962 Закопане            | Сикстен Ернберг (Швеция)       | Ассар Рённлунд (Швеция)          | Калеви Хямяляйнен (Финляндия)   |
| 1966 Осло-Хольменколлен  | Йермунд Эгген (Норвегия)       | Арто Тиайнен (Финляндия)         | Ээро Мянтюранта (Финляндия)     |
| 1970 Высоке Татры        | Калеви Ойкарайнен (Финляндия)  | Вячеслав Веденин (СССР)          | Герхард Гриммер (ГДР)           |
| 1974 Фалун               | Герхард Гриммер (ГДР)          | Станислав Геных (Чехословакия)   | Томас Магнусон (Швеция)         |
| 1978 Лахти               | Свен-Оке Лундбек (Швеция)      | Евгений Беляев (СССР)            | Жан-Поль Пьерра (Франция)       |
| 1982 Осло-Хольменколлен  | Томас Вассберг (Швеция)        | Юрий Бурлаков (СССР)             | Ларс Эрик Эриксен (Норвегия)    |
| 1985 Зеефельд            | Гунде Сван (Швеция)            | Маурилио Де Зольт (Италия)       | Уве Эунли (Норвегия)            |
| 1987 Оберстдорф          | Маурилио Де Зольт (Италия)     | Томас Вассберг (Швеция)          | Торгни Могрен (Швеция)          |
| 1989 Лахти               | Гунде Сван (Швеция)            | Торгни Могрен (Швеция)           | Алексей Прокуроров (СССР)       |
| 1991 Валь-ди-Фьемме      | Торгни Могрен (Швеция)         | Гунде Сван (Швеция)              | Маурилио Де Зольт (Италия)      |
| 1993 Фалун               | Торгни Могрен (Швеция)         | Эрве Баллан (Франция)            | Бьорн Дэли (Норвегия)           |
| 1995 Тандер-Бей          | Сильвио Фаунер (Италия)        | Бьорн Дэли (Норвегия)            | Владимир Смирнов (Казахстан)    |
| 1997 Тронхейм            | Мика Мюллюля (Финляндия)       | Эрлинг Евне (Норвегия)           | Бьорн Дэли (Норвегия)           |
| 1999 Рамзау              | Мика Мюллюля (Финляндия)       | Андрус Веэрпалу (Эстония)        | Михаил Ботвинов (Австрия)       |
| 2001 Лахти               | Йохан Мюлегг (Испания)         | Рене Зоммерфельдт (Германия)     | Сергей Крянин (Россия)          |
| 2003 Валь-ди-Фьемме      | Мартин Коукал (Чехия)          | Андерс Сёдергрен (Швеция)        | Йорген Бринк (Швеция)           |
| 2005 Оберстдорф          | Фруде Эстиль (Норвегия)        | Андерс Окланд (Норвегия)         | Одд-Бьёрн Йельмесет (Норвегия)  |
| 2007 Саппоро             | Одд-Бьёрн Йельмесет (Норвегия) | Фруде Эстиль (Норвегия)          | Йенс Филбрих (Германия)         |
| 2009 Либерец             | Петтер Нортуг (Норвегия)       | Максим Вылегжанин (Россия)       | Тобиас Ангерер (Германия)       |
| 2011 Осло-Хольменколлен  | Петтер Нортуг (Норвегия)       | Максим Вылегжанин (Россия)       | Тор Асле Йердален (Норвегия)    |
| 2013 Валь-ди-Фьемме      | Йохан Ульссон (Швеция)         | Дарио Колонья (Швейцария)        | Алексей Полторанин (Казахстан)  |
| 2015 Фалун               | Петтер Нортуг (Норвегия)       | Лукаш Бауэр (Чехия)              | Йохан Ульссон (Швеция)          |
| 2017 Лахти               | Алекс Харви (Канада)           | Сергей Устюгов (Россия)          | Матти Хейккинен (Финляндия)     |
| 2019 Зефельд             | Ханс Кристер Холунн (Норвегия) | Александр Большунов (Россия)     | Шур Рёте (Норвегия)             |
| 2021 Оберстдорф          | Эмиль Иверсен (Норвегия)       | Александр Большунов (Россия)     | Симен Хегстад Крюгер (Норвегия) |
| 2023 Планица             | Пол Голберг Норвегия           | Йоханнес Хёсфлот Клебо Норвегия  | Вильям Поромаа Швеция           |

### Эстафета
| Чемпионат                | Золото | Серебро                                                                                | Бронза |
| ------------------------ | --- | -------------------------------------------------------------------------------------- | --- |
| 1933 Инсбрук             | Швеция · Пер-Эрик Хедлунд · Свен Уттерстрём · Нильс-Юэль Энглунд · Яльмар Бергстрём                                                                               | Чехословакия · Франтишек Шимунек · Владимир Новак · Антонин Бартонь · Цырил Мусил      | Австрия · Хуго Гстрайн · Херман Гаднер · Бальтазар Нидеркофлер · Харальд Паумгартен                                                     |
| 1934 Соллефтео           | Финляндия · Суло Нурмела · Клаэс Карппинен · Мартти Лаппалайнен · Вели Сааринен                                                                                   | Германия · Вальтер Мотц · Йозеф Шрайнер · Вильгельм Богнер-старший · Хербер Лойпольд   | Швеция · Аллан Карлссон · Ларс Теодор Юнссон · Нильс-Юэль Энглунд · Артур Хеггблад                                                      |
| 1935 Высоке Татры        | Финляндия · Суло Нурмела · Клаэс Карппинен · Микко Хусу · Вяйнё Лиикканен                                                                                         | Норвегия · Трюгве Бродаль · Бьярне Иверсен · Олаф Хоффсбаккен · Оддбьёрн Хаген         | Швеция · Хальвар Мориц · Эрик Аугуст Ларссон · Нильс-Юэль Энглунд · Мартин Матсбу                                                       |
| 1937 Шамони              | Норвегия · Аннар Рюэн · Оскар Фредриксен · Сигурд Рёэн · Ларс Бергендаль                                                                                          | Финляндия · Пекка Ниеми · Клаэс Карппинен · Юсси Куриккала · Калле Ялканен             | Италия · Джулио Джерарди · Аристид Компаньони · Сильвио Конфортола · Винченцо Деметц                                                    |
| 1938 Лахти               | Финляндия · Юсси Куриккала · Мартти Лауронен · Паули Питкянен · Клаэс Карппинен                                                                                   | Норвегия · Рагнар Рингстад · Олав Экерн · Арне Ларсен · Ларс Бергендаль                | Швеция · Свен Ханссон · Дональд Юханссон · Сигурд Нильссон · Мартин Матсбу                                                              |
| 1939 Закопане            | Финляндия · Паули Питкянен · Олави Алакулппи · Эйно Олкинуора · Клаэс Карппинен                                                                                   | Швеция · Альвар Хегглунд · Сельм Стенвалль · Юн Вестберг · Карл Палин                  | Италия · Аристид Компаньони · Северино Компаньони · Гоффредо Баур · Альберто Жаммарон                                                   |
| 1950 Лейк-Плэсид/Румфорд | Швеция · Нильс Тепп · Карл-Эрик Острём · Мартин Лундстрём · Энар Йосефссон                                                                                        | Финляндия · Хейкки Хасу · Вильо Веллонен · Пааво Лонкила · Аугуст Киуру                | Норвегия · Мартин Стоккен · Эйлерт Даль · Кристиан Бьёрн · Хенри Хермансен                                                              |
| 1954 Фалун               | Финляндия · Аугуст Киуру · Тапио Мякеля · Арво Вийтанен · Вейкко Хакулинен                                                                                        | СССР · Николай Козлов · Фёдор Терентьев · Алексей Кузнецов · Владимир Кузин            | Швеция · Суне Ларссон · Сикстен Ернберг · Артур Ульссон · Пер-Эрик Ларссон                                                              |
| 1958 Лахти               | Швеция · Сикстен Ернберг · Леннарт Ларссон · Стуре Гран · Пер-Эрик Ларссон                                                                                        | СССР · Фёдор Терентьев · Николай Аникин · Анатолий Шелюхин · Павел Колчин              | Финляндия · Калеви Хямяляйнен · Арто Тиайнен · Арво Вийтанен · Вейкко Хакулинен                                                         |
| 1962 Закопане            | Швеция · Ларс Ульссон · Стуре Гран · Сикстен Ернберг · Ассар Рённлунд                                                                                             | Финляндия · Вяйнё Хухтала · Калеви Лаурила · Пентти Песонен · Ээро Мянтюранта          | СССР · Иван Утробин · Павел Колчин · Алексей Кузнецов · Геннадий Ваганов                                                                |
| 1966 Осло-Хольменколлен  | Норвегия · Одд Мартинсен · Харальд Грённинген · Уле Эллефсетер · Йермунд Эгген                                                                                    | Финляндия · Калеви Ойкарайнен · Ханну Тайпале · Калеви Лаурила · Ээро Мянтюранта       | Италия · Джулио Де Флориан · Франко Нонес · Джанфранко Стелла · Франко Манфрои                                                          |
| 1970 Высоке Татры        | СССР · Владимир Воронков · Валерий Тараканов · Фёдор Симашев · Вячеслав Веденин                                                                                   | ГДР · Герд Хесслер · Аксель Лессер · Герхард Гриммер · Герт-Дитмар Клаузе              | Швеция · Ове Лестандер · Ян Хальварссон · Ингвар Сандстрём · Ларс-Йёран Ослунд                                                          |
| 1974 Фалун               | ГДР · Герд Хесслер · Дитер Майнель · Герхард Гриммер · Герт-Дитмар Клаузе                                                                                         | СССР · Иван Гаранин · Фёдор Симашев · Василий Рочев · Юрий Скобов                      | Норвегия · Магне Мюрмо · Одд Мартинсен · Ивар Формо · Оддвар Бро                                                                        |
| 1978 Лахти               | Швеция · Свен-Оке Лундбек · Кристер Йоханссон · Томми Лимбю · Томас Магнусон                                                                                      | Финляндия · Эско Ляхтевяноя · Юха Мието · Пертти Теураярви · Матти Питкянен            | Норвегия · Ларс Эрик Эриксен · Уве Эунли · Ивар Формо · Оддвар Бро                                                                      |
| 1982 Осло-Хольменколлен  | Норвегия · Ларс Эрик Эриксен · Уве Эунли · Пол Гуннар Миккельспласс · Оддвар Бро · СССР · Владимир Никитин · Александр Батюк · Юрий Бурлаков · Александр Завьялов | —                                                                                      | ГДР · Уве Белльман · Уве Вюнш · Штефан Шиккер · Франк Шрёдер · Финляндия · Кари Хяркёнен · Аки Карвонен · Харри Кирвесниеми · Юха Мието |
| 1985 Зеефельд            | Норвегия · Арильд Монсен · Пол Гуннар Миккельспласс · Тор Хокон Холте · Уве Эунли                                                                                 | Италия · Марко Альбарелло · Джорджо Ванцетта · Маурилио Де Зольт · Джузеппе Плонер     | Швеция · Эрик Эстлунд · Томас Вассберг · Томас Эрикссон · Гунде Сван                                                                    |
| 1987 Оберстдорф          | Швеция · Эрик Эстлунд · Гунде Сван · Томас Вассберг · Торгни Могрен                                                                                               | СССР · Александр Батюк · Владимир Смирнов · Михаил Девятьяров · Владимир Сахнов        | Норвегия · Уве Эунли · Вегард Ульванг · Пол Гуннар Миккельспласс · Терье Лангли                                                         |
| 1989 Лахти               | Швеция · Кристер Майбекк · Гунде Сван · Ларс Холанд · Торгни Могрен                                                                                               | Финляндия · Аки Карвонен · Харри Кирвесниеми · Кари Ристанен · Яри Рясянен             | Чехословакия · Ладислав Шванда · Мартин Петрашек · Радим Ныч · Вацлав Корунка                                                           |
| 1991 Валь-ди-Фьемме      | Норвегия · Эйвинд Сконес · Терье Лангли · Вегард Ульванг · Бьорн Дэли                                                                                             | Швеция · Томас Эрикссон · Кристер Майбекк · Гунде Сван · Торгни Могрен                 | Финляндия · Мика Куусисто · Харри Кирвесниеми · Яри Исомется · Яри Рясянен                                                              |
| 1993 Фалун               | Норвегия · Стуре Сивертсен · Вегард Ульванг · Терье Лангли · Бьорн Дэли                                                                                           | Италия · Маурилио Де Зольт · Марко Альбарелло · Джорджо Ванцетта · Сильвио Фаунер      | Россия · Андрей Кириллов · Игорь Бадамшин · Алексей Прокуроров · Михаил Ботвинов                                                        |
| 1995 Тандер-Бей          | Норвегия · Стуре Сивертсен · Эрлинг Евне · Бьорн Дэли · Томас Альсгорд                                                                                            | Финляндия · Карри Хиетамяки · Харри Кирвесниеми · Яри Рясянен · Яри Исомется           | Италия · Фульвио Вальбуза · Марко Альбарелло · Фабио Май · Сильвио Фаунер                                                               |
| 1997 Тронхейм            | Норвегия · Стуре Сивертсен · Эрлинг Евне · Бьорн Дэли · Томас Альсгорд                                                                                            | Финляндия · Харри Кирвесниеми · Мика Мюллюля · Яри Рясянен · Яри Исомется              | Италия · Джорджо Ди Чента · Сильвио Фаунер · Пьетро Пиллер Коттрер · Фульвио Вальбуза                                                   |
| 1999 Рамзау              | Австрия · Маркус Гандлер · Алоис Штадлобер · Михаил Ботвинов · Кристиан Хоффман                                                                                   | Норвегия · Эспен Бьервиг · Эрлинг Евне · Бьорн Дэли · Томас Альсгорд                   | Италия · Джорджо Ди Чента · Фабио Май · Фульвио Вальбуза · Сильвио Фаунер                                                               |
| 2001 Лахти               | Норвегия · Фруде Эстиль · Удд Бьорн Йельмесет · Томас Альсгорд · Тур Арне Хетланд                                                                                 | Швеция · Урбан Линдгрен · Матиас Фредрикссон · Магнус Ингессон · Пер Элофссон          | Германия · Йенс Фильбрих · Андреас Шлюттер · Рон Шпанут · Рене Зоммерфельдт                                                             |
| 2003 Валь-ди-Фьемме      | Норвегия · Андерс Окланд · Фруде Эстиль · Туре Рууд Хуфстад · Томас Альсгорд                                                                                      | Германия · Йенс Фильбрих · Андреас Шлюттер · Рене Зоммерфельдт · Аксель Тайхман        | Швеция · Андерс Сёдергрен · Пер Элофссон · Матиас Фредрикссон · Йорген Бринк                                                            |
| 2005 Оберстдорф          | Норвегия · Одд-Бьёрн Йельмесет · Фруде Эстиль · Ларс Бергер · Туре Рууд Хуфстад                                                                                   | Германия · Йенс Фильбрих · Андреас Шлюттер · Тобиас Ангерер · Аксель Тайхман           | Россия · Николай Панкратов · Василий Рочев · Евгений Дементьев · Николай Большаков                                                      |
| 2007 Саппоро             | Норвегия · Элдар Реннинг · Одд-Бьорн Хьелмесет · Ларс Бергер · Петтер Нортуг                                                                                      | Россия · Николай Панкратов · Василий Рочев · Александр Легков · Евгений Дементьев      | Швеция · Мартин Ларссон · Матиас Фредрикссон · Маркус Хеллнер · Андерс Содергрен                                                        |
| 2009 Либерец             | Норвегия · Эльдар Рённинг · Одд-Бьёрн Йельмесет · Туре Рууд Хуфстад · Петтер Нортуг                                                                               | Германия · Йенс Фильбрих · Тобиас Ангерер · Франц Гёринг · Аксель Тайхман              | Финляндия · Матти Хейккинен · Сами Яухоярви · Теэму Каттилакоски · Вилле Ноусиайнен                                                     |
| 2011 Осло-Хольменколлен  | Норвегия · Мартин Йонсруд Сундбю · Эльдар Рённинг · Тор Асле Йердален · Петтер Нортуг                                                                             | Швеция · Даниэль Риккардссон · Юхан Ульссон · Андерс Сёдергрен · Маркус Хельнер        | Германия · Йенс Фильбрих · Аксель Тайхман · Франц Гёринг · Тобиас Ангерер                                                               |
| 2013 Валь-ди-Фьемме      | Норвегия · Тор Асле Йердален · Эльдар Рённинг · Шур Рёте · Петтер Нортуг                                                                                          | Швеция · Даниэль Риккардссон · Йохан Ольссон · Маркус Хельнер · Калле Хальфварссон     | Россия · Евгений Белов · Максим Вылегжанин · Александр Легков · Сергей Устюгов                                                          |
| 2015 Фалун               | Норвегия · Никлас Дюрхауг · Дидрик Тёнсет · Андерс Глёэрсен · Петтер Нортуг                                                                                       | Швеция · Даниель Риккардссон · Юхан Ульссон · Маркус Хельнер · Калле Хальварссон       | Франция · Жан-Марк Гайяр · Морис Манифика · Робен Дювийяр · Адриен Бакшайдер                                                            |
| 2017 Лахти               | Норвегия · Дидрик Тёнсет · Никлас Дюрхауг · Мартин Йонсруд Сундбю · Финн-Хоген Крог                                                                               | Россия · Андрей Ларьков · Александр Бессмертных · Алексей Червоткин · Сергей Устюгов   | Швеция · Даниэль Риккардссон · Юхан Ульссон · Маркус Хельнер · Калле Хальварссон                                                        |
| 2019 Зефельд             | Норвегия · Эмиль Иверсен · Мартин Йонсруд Сундбю · Шур Рёте · Йоханнес Хёсфлот Клебо                                                                              | Россия · Андрей Ларьков · Александр Бессмертных · Александр Большунов · Сергей Устюгов | Франция · Адриен Бакшайдер · Морис Манифика · Клеман Парисс · Ришар Жув                                                                 |
| 2021 Оберстдорф          | Норвегия · Пол Голберг · Эмиль Иверсен · Ханс Кристер Холунн · Йоханнес Хёсфлот Клебо                                                                             | Команда РСФ Алексей Червоткин Иван Якимушкин Артём Мальцев Александр Большунов         | Франция · Юго Лапалю · Морис Манифика · Клеман Парисс · Жюль Лапьер                                                                     |
| 2023 Планица             | Норвегия · Ханс Кристер Холунд · Пол Голберг · Симен Хегстад Крюгер · Йоханнес Хёсфлот Клебо                                                                      | Финляндия · Ристоматти Хакола · Ииво Нисканен · Пертту Хиваринен · Нико Анттола        | Германия · Альберт Кухлер · Янош Бруггер · Йонас Доблер · Фридрих Мох                                                                   |

## Исключённые виды

### 18 км / 17 км / 15 км
| Чемпионат мира                  | Золото                                      | Серебро                                     | Бронза                                      |
| ------------------------------- | ------------------------------------------- | ------------------------------------------- | ------------------------------------------- |
| 18 км                           |                                             |                                             |                                             |
| 1925 Янске-Лазне                | Отакар Немецки (Чехословакия)               | Франтишек Донт (Чехословакия)               | Йосеф Эрлебак (Чехословакия)                |
| 1926 Лахти                      | Гонка не проводилась                        | Гонка не проводилась                        | Гонка не проводилась                        |
| 1927 Кортина-д’Ампеццо          | Юн Линдгрен (Швеция)                        | Франтишек Донт (Чехословакия)               | Виктор Шнайдер (Германия)                   |
| 17 км                           |                                             |                                             |                                             |
| 1929 Закопане                   | Вели Сааринен (Финляндия)                   | Ансельм Кнууттила (Финляндия)               | Яльмар Бергстрём (Швеция)                   |
| 1930 Осло                       | Арне Рустадстуэн (Норвегия)                 | Трюгве Бродаль (Норвегия)                   | Тауно Лаппалайнен (Финляндия)               |
| 18 км                           |                                             |                                             |                                             |
| 1931 Оберхоф                    | Йохан Грёттумсброттен (Норвегия)            | Кристиан Ховде (Норвегия)                   | Нильс Сверд (Швеция)                        |
| 1933 Инсбрук                    | Нильс-Юэль Энглунд (Швеция)                 | Яльмар Бергстрём (Швеция)                   | Вяйнё Лиикканен (Финляндия)                 |
| 1934 Соллефтео                  | Суло Нурмела (Финляндия)                    | Вели Сааринен (Финляндия)                   | Мартти Лаппалайнен (Финляндия)              |
| 1935 Высоке Татры               | Клаэс Карппинен (Финляндия)                 | Оддбьёрн Хаген (Норвегия)                   | Олаф Хоффсбаккен (Норвегия)                 |
| 1937 Шамони                     | Ларс Бергендаль (Норвегия)                  | Калле Ялканен (Финляндия)                   | Пекка Ниеми (Финляндия)                     |
| 1938 Лахти                      | Паули Питкянен (Финляндия)                  | Альфред Дальквист (Швеция)                  | Калле Ялканен (Финляндия)                   |
| 1939 Закопане                   | Юсси Куриккала (Финляндия)                  | Клаэс Карппинен (Финляндия)                 | Карл Палин (Швеция)                         |
| 1950 Лейк-Плэсид                | Карл-Эрик Острём (Швеция)                   | Энар Йосефссон (Швеция)                     | Арнльот Нюос (Норвегия)                     |
| 15 км                           |                                             |                                             |                                             |
| 1954 Фалун                      | Вейкко Хакулинен (Финляндия)                | Арво Вийтанен (Финляндия)                   | Аугуст Киуру (Финляндия)                    |
| 1958 Лахти                      | Вейкко Хакулинен (Финляндия)                | Павел Колчин (СССР)                         | Анатолий Шелюхин (СССР)                     |
| 1962 Закопане                   | Ассар Рённлунд (Швеция)                     | Харальд Грённинген (Норвегия)               | Эйнар Эстбю (Норвегия)                      |
| 1966 Осло-Хольменколлен         | Йермунд Эгген (Норвегия)                    | Уле Эллефсетер (Норвегия)                   | Одд Мартинсен (Норвегия)                    |
| 1970 Высоке Татры               | Ларс-Гёран Ослунд (Швеция)                  | Одд Мартинсен (Норвегия)                    | Фёдор Симашев (СССР)                        |
| 1974 Фалун                      | Магне Мюрмо (Норвегия)                      | Герхард Гриммер (ГДР)                       | Василий Рочев (СССР)                        |
| 1978 Лахти                      | Юзеф Лущек (Польша)                         | Евгений Беляев (СССР)                       | Юха Мието (Финляндия)                       |
| 1982 Осло-Хольменколлен         | Оддвар Бро (Норвегия)                       | Александр Завьялов (СССР)                   | Харри Кирвесниеми (Финляндия)               |
| 1985 Зеефельд                   | Кари Хяркёнен (Финляндия)                   | Томас Вассберг (Швеция)                     | Маурилио Де Зольт (Италия)                  |
| 1987 Оберстдорф                 | Марко Альбарелло (Италия)                   | Томас Вассберг (Швеция)                     | Михаил Девятьяров (СССР)                    |
| 1989 Лахти (свободный стиль)    | Гунде Сван (Швеция)                         | Торгни Могрен (Швеция)                      | Ларс Холанд (Швеция)                        |
| 1989 Лахти (классический стиль) | Харри Кирвесниеми (Финляндия)               | Пол Гуннар Миккельспласс (Норвегия)         | Вегард Ульванг (Норвегия)                   |
| 1991 Валь-ди-Фьемме             | Бьорн Дэли (Норвегия)                       | Гунде Сван (Швеция)                         | Владимир Смирнов (СССР)                     |
| 1993-1999                       | Гонка не включалась в программу чемпионатов | Гонка не включалась в программу чемпионатов | Гонка не включалась в программу чемпионатов |
| 2001 Лахти                      | Пер Элофссон (Швеция)                       | Матиас Фредрикссон (Швеция)                 | Удд Бьорн Йельмесет (Норвегия)              |
| 2003 Валь-ди-Фьемме             | Аксель Тайхман (Германия)                   | Яак Маэ (Эстония)                           | Фруде Эстиль (Норвегия)                     |
| 2005 Оберстдорф                 | Пьетро Пиллер Коттрер (Италия)              | Фульвио Вальбуза (Италия)                   | Туре Рууд Хуфстад (Норвегия)                |
| 2007 Саппоро                    | Ларс Бергер (Норвегия)                      | Леонид Корнеенко (Белоруссия)               | Тобиас Ангерер (Германия)                   |
| 2009 Либерец                    | Андрус Веерпалу (Эстония)                   | Лукаш Бауэр (Чехия)                         | Матти Хейккинен (Финляндия)                 |
| 2011 Осло-Хольменколлен         | Матти Хейккинен (Финляндия)                 | Эльдар Рённинг (Норвегия)                   | Мартин Йонсруд Сундбю (Норвегия)            |
| 2013 Валь-ди-Фьемме             | Петтер Нортуг (Норвегия)                    | Юхан Ульссон (Швеция)                       | Тор Асле Йердален (Норвегия)                |
| 2015 Фалун                      | Юхан Ульссон (Швеция)                       | Морис Манифика (Франция)                    | Андерс Глёэрсен (Норвегия)                  |
| 2017 Лахти                      | Ийво Нисканен (Финляндия)                   | Мартин Йонсруд Сундбю (Норвегия)            | Никлас Дюрхауг (Норвегия)                   |
| 2019 Зефельд                    | Мартин Йонсруд Сундбю (Норвегия)            | Александр Бессмертных (Россия)              | Ийво Нисканен (Финляндия)                   |
| 2021 Оберстдорф                 | Ханс Кристер Холунн (Норвегия)              | Симен Хегстад Крюгер (Норвегия)             | Харальд Эстберг Амундсен (Норвегия)         |
| 2023 Планица                    | Симен Хегстад Крюгер Норвегия               | Харальд Эстберг Амундсен Норвегия           | Ханс Кристер Холунд Норвегия                |

### 30 км
| Чемпионат               | Золото                                      | Серебро                                     | Бронза                                      |
| ----------------------- | ------------------------------------------- | ------------------------------------------- | ------------------------------------------- |
| 1926 Лахти              | Матти Райвио (Финляндия)                    | Тауно Лаппалайнен (Финляндия)               | Вели Сааринен (Финляндия)                   |
| 1927-1950               | Гонка не включалась в программу чемпионатов | Гонка не включалась в программу чемпионатов | Гонка не включалась в программу чемпионатов |
| 1954 Фалун              | Владимир Кузин (СССР)                       | Вейкко Хакулинен (Финляндия)                | Мартти Лаутала (Финляндия)                  |
| 1958 Лахти              | Калеви Хямяляйнен (Финляндия)               | Павел Колчин (СССР)                         | Сикстен Ернберг (Швеция)                    |
| 1962 Закопане           | Ээро Мянтюранта (Финляндия)                 | Янне Стефанссон (Швеция)                    | Джулио Де Флориан (Италия)                  |
| 1966 Осло-Хольменколлен | Ээро Мянтюранта (Финляндия)                 | Калеви Лаурила (Финляндия)                  | Вальтер Демель (ФРГ)                        |
| 1970 Высоке Татры       | Вячеслав Веденин (СССР)                     | Герхард Гриммер (ГДР)                       | Одд Мартинсен (Норвегия)                    |
| 1974 Фалун              | Томас Магнусон (Швеция)                     | Юха Мието (Финляндия)                       | Ян Сташель (Польша)                         |
| 1978 Лахти              | Сергей Савельев (СССР)                      | Николай Зимятов (СССР)                      | Юзеф Лущек (Польша)                         |
| 1982 Осло-Хольменколлен | Томас Эрикссон (Швеция)                     | Ларс Эрик Эриксен (Норвегия)                | Билл Кох (США)                              |
| 1985 Зеефельд           | Гунде Сван (Швеция)                         | Уве Эунли (Норвегия)                        | Харри Кирвесниеми (Финляндия)               |
| 1987 Оберстдорф         | Томас Вассберг (Швеция)                     | Аки Карвонен (Финляндия)                    | Кристер Майбекк (Швеция)                    |
| 1989 Лахти              | Владимир Смирнов (СССР)                     | Вегард Ульванг (Норвегия)                   | Кристер Майбекк (Швеция)                    |
| 1991 Валь-ди-Фьемме     | Гунде Сван (Швеция)                         | Владимир Смирнов (СССР)                     | Вегард Ульванг (Норвегия)                   |
| 1993 Фалун              | Бьорн Дэли (Норвегия)                       | Вегард Ульванг (Норвегия)                   | Владимир Смирнов (Казахстан)                |
| 1995 Тандер-Бей         | Владимир Смирнов (Казахстан)                | Бьорн Дэли (Норвегия)                       | Алексей Прокуроров (Россия)                 |
| 1997 Тронхейм           | Алексей Прокуроров (Россия)                 | Бьорн Дэли (Норвегия)                       | Томас Альсгорд (Норвегия)                   |
| 1999 Рамзау             | Мика Мюллюля (Финляндия)                    | Томас Альсгорд (Норвегия)                   | Бьорн Дэли (Норвегия)                       |
| 2001 Лахти              | Андрус Веерпалу (Эстония)                   | Фруде Эстиль (Норвегия)                     | Михаил Иванов (Россия)                      |
| 2003 Валь-ди-Фьемме     | Томас Альсгорд (Норвегия)                   | Андерс Окланд (Норвегия)                    | Фруде Эстиль (Норвегия)                     |